# Cuitláhuac

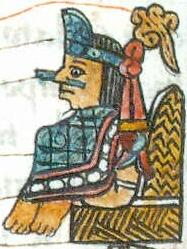
Bild des Cuitláhuac auf einer Bilderhandschrift aus dem 16. Jahrhundert

Cuitláhuac (* um 1470; † 1520) war von Juni bis Oktober 1520 der Herrscher der aztekischen Hauptstadt Tenochtitlán.
Cuitláhuac war der elfte Sohn des Herrschers Axayacatl und der Herrscher von Iztapalapa.
Er folgte seinem Bruder Moctezuma II. nach, der von dem spanischen Konquistador Hernán Cortés gefangen genommen worden war. Cuitláhuac befehligte die aztekischen Truppen in der Schlacht vom 30. Juni 1520, aus der die Azteken siegreich hervorgingen, und die von den Spaniern La Noche Triste, „die traurige Nacht“, genannt wurde. Doch auf Grund der technischen Überlegenheit der spanischen Waffen war dieser Sieg der Azteken ein teuer erkaufter Pyrrhussieg: 942 toten Spaniern und 1200 toten Tlaxcalteken standen mehrere tausend getötete Azteken gegenüber.
Während der spanischen Belagerung der Stadt Tenochtitlán starb Cuitláhuac an den von den Spaniern eingeschleppten Pocken. Sein Cousin Cuauhtémoc folgte ihm auf den Thron.

## Verschiedenes
In Veracruz ist das Municipio Cuitláhuac sowie dessen Hauptort Cuitláhuac nach dem Aztekenherrscher benannt, und in der U-Bahn von Mexiko-Stadt gibt es in der Delegación Miguel Hidalgo eine Haltestelle seines Namens.
Der Asteroid (2275) Cuitlahuac wurde ebenfalls nach ihm benannt.